# Pellenes flavipalpis
Pellenes flavipalpis là một loài nhện trong họ Salticidae.
Loài này thuộc chi Pellenes. Pellenes flavipalpis được Hippolyte Lucas miêu tả năm 1853.